# Åland zászlaja
Åland zászlaja piros keresztet körbefutó sárga külső sáv kék háttéren.

## Története
A vörös kereszttel díszített svéd zászló arra utal, hogy a szigetek lakosságának a legnagyobb része svéd származású. Ma a kék és a fehér a finn színek, de az ébredő finn nacionalizmus idején a vörös és a sárga (a finn címerről) is annak számított. Ezt a zászlót 1922-ben tervezték, de csak 1954 óta hivatalos zászlaja az autonóm finnországi tartománynak.1954. április 13-án húzták fel először a fővárosban, Mariehamnban.
Korábban a vízszintesen kék-sárga-kék sávos zászló is használatban volt.

## Leírása
A szigetek címerének színei (kék mezőben arany bika) és a finn címer színei (vörös mezőben arany oroszlán) jelennek meg a zászlón.

## Változatok

1922-ben kidolgozott javaslat az ålandi lobogónak (1935-ben betiltották)
Matts Dreijer helyi régész által 1946-ban előterjesztett javaslat
A szigetek első hivatalos zászlaja, amelyet 1952-ig használtak
Egy 1953-ban javasolt változat, amely nem kapott támogatást
1953. március és november között napirenden tárgyalt változat
Az ún. västerhamni zászló: 1953. novemberében terjesztették elő az ålandi nyugati öböl térségében élők (a Västerhamn jelentése svédül nyugati öböl)
Az ålandi „pestis” zászló. Jellege miatt nem talált támogatásra ez a verzió
1954-ben javasolt változat